# Llapis (matemàtiques)
|  | Aquest article tracta sobre una classe d'objectes geomètrics. Vegeu-ne altres significats a «altres usos». |

Els cercles Apol·loni, dos llapis ortogonals de cercles

Un llapis en geometria projectiva és una família d'objectes geomètrics amb una propietat comuna, per exemple, el conjunt de línies que passen per un punt determinat en un pla projectiu.
En geometria afí amb la variant reflexiva del paral·lelisme, un conjunt de línies paral·leles forma una classe d'equivalència anomenat llapis de línies paral·leles.
Més generalment, un llapis és el cas especial d'un sistema lineal de divisors en el qual l'espai del paràmetre és una línia projectiva. Els llapis típics de les corbes del pla projectiu, per exemple, s'escriuen com a
λC + μC′ = 0
on
C = 0, C′ = 0
són corbes planes.
Un llapis de plans, la família de plans a través d'una línia recta determinada, de vegades se'l coneix com un ventall o un feix de plans.